# Pitcairnia densiflora
Pitcairnia densiflora là một loài thực vật có hoa trong họ Bromeliaceae. Loài này được Brongn. ex Lem. miêu tả khoa học đầu tiên năm 1844.